# Helmut Stuhlpfarrer
Helmut Stuhlpfarrer, né le 19 mars 1959 à Möderbrugg, est un coureur de fond autrichien, spécialisé en course en montagne. Il a remporté trois médailles d'argent aux Championnats du monde de course en montagne en 1985, 1986 et 1987. Il a également remporté trois titres de champion d'Autriche de course en montagne.

## Biographie
Il commence la compétition à 15 ans en cyclisme et se spécialise rapidement comme grimpeur. Il remporte deux titres de champion d'Autriche junior de contre-la-montre en côte. Afin de compléter son entraînement en cyclisme, il se met au ski de fond en hiver.
Au début de la saison 1983, pour faire la transition après le ski de fond, il participe au semi-marathon de montagne de Kainach qu'il remporte et se découvre un talent pour la discipline de course en montagne. Il enchaîne alors les succès et décroche 10 victoires en Autriche cette année mais se casse une métatarse lors de la course de montagne du Wachtberg. Il doit alors faire une pause pour se soigner.
Il remporte la médaille d'argent au Trophée mondial de course en montagne 1985, 1986 et 1987. En 1987, il remporte également la médaille de bronze par équipe avec Karl Zisser et Florian Stern.
En 1987, il remporte le marathon de Merano en 2 h 15 min 32 s, devenant ainsi le 2e meilleur marathonien autrichien derrière le détenteur du record Gerhard Hartmann.
Il améliore son record personnel lorsqu'il remporte le marathon de Lille en 1988 en 2 h 13 min 8 s, établissant ainsi le record du parcours et la 2e meilleure performance nationale à l'époque derrière le record de Gerhard Hartmann en 2 h 12 min 22 s établi en 1986. C'est actuellement la 6e meilleure performance autrichienne.
Il remporte trois titres de champion d'Autriche de course en montagne en 1985, 1986 et 1990.

## Palmarès

### Course en montagne
| no  | masculin           | Course                                        | Longueur | Départ            | Temps           |
| --- | ------------------ | --------------------------------------------- | -------- | ----------------- | --------------- |
| 2e  | Médaille d'argent  | Course de montagne du Kitzbüheler Horn        | 12,9 km  | 21 août 1983      | 1 h 1 min 50 s  |
| 1re | Médaille d'or      | Marathon de montagne de Kainach               | 44 km    | 4 septembre 1983  | 3 h 33 min 41 s |
| 2e  | Médaille d'argent  | Course de montagne du Kitzbüheler Horn        | 12,9 km  | 26 août 1984      | 1 h 1 min 12 s  |
| 1re | Médaille d'or      | Course de montagne du Hochfelln               | 8,4 km   | 1984              | 42 min 7 s      |
| 1re | Médaille d'or      | Championnats d'Autriche de course en montagne | 9,2 km   | 11 août 1985      | 45 min 9 s      |
| 1re | Médaille d'or      | Course de montagne du Kitzbüheler Horn        | 12,9 km  | 25 août 1985      | 59 min 23 s     |
| 2e  | Médaille d'argent  | Trophée mondial de course en montagne         | 14,6 km  | 23 septembre 1985 | 1 h 7 min 3 s   |
| 1re | Médaille d'or      | Course de montagne du Hochfelln               | 8,4 km   | 1985              | 40 min 48 s     |
| 3e  | Médaille de bronze | Course de montagne du Kitzbüheler Horn        | 12,9 km  | 24 août 1986      | 1 h 1 min 50 s  |
| 1re | Médaille d'or      | Championnats d'Autriche de course en montagne | 8,2 km   | 13 septembre 1986 | 36 min 13 s     |
| 1re | Médaille d'or      | Course de montagne du Hochfelln               | 8,4 km   | 28 septembre 1986 | 41 min 6 s      |
| 2e  | Médaille d'argent  | Trophée mondial de course en montagne         | 15 km    | 5 octobre 1986    | 1 h 1 min 7 s   |
| 2e  | Médaille d'argent  | Die-Col de Rousset                            | 17 km    | 10 mai 1987       | 1 h 21 min 29 s |
| 2e  | Médaille d'argent  | Trophée mondial de course en montagne         | 14,7 km  | 23 août 1987      | 1 h 12 min 7 s  |
| 1re | Médaille d'or      | Course de montagne du Kitzbüheler Horn        | 12,9 km  | 30 août 1987      | 58 min 56 s     |
| 2e  | Médaille d'argent  | Course de montagne du Kitzbüheler Horn        | 12,9 km  | 27 août 1989      | 59 min 47 s     |
| 3e  | Médaille d'or      | Championnats d'Autriche de course en montagne | 12,9 km  | 26 août 1990      | 59 min 41 s     |
| 3e  | Médaille de bronze | Course de montagne du Hochfelln               | 8,4 km   | 23 septembre 1990 | 43 min 19 s     |

### Route
| Année | Compétition        | Lieu   | Place | Épreuve  | Performance     |
| ----- | ------------------ | ------ | ----- | -------- | --------------- |
| 1987  | Marathon de Merano | Merano | 1er   | Marathon | 2 h 15 min 32 s |
| 1987  | Marathon de Lille  | Lille  | 4e    | Marathon | 2 h 17 min 38 s |
| 1988  | Marathon de Lille  | Lille  | 1er   | Marathon | 2 h 13 min 8 s  |
| 1989  | Marathon de Zurich | Zurich | 1er   | Marathon | 2 h 15 min 5 s  |

## Records
| Épreuve  | Performance    | Date             | Lieu           |
| -------- | -------------- | ---------------- | -------------- |
| 10 miles | 48 min 39 s    | 27 juin 1987     | Borgholzhausen |
| Marathon | 2 h 13 min 8 s | 4 septembre 1988 | Lille          |